# Томмазо Рінальді
Томмазо Рінальді (італ. Tommaso Rinaldi, 18 січня 1991) — італійський стрибун у воду.
Учасник Олімпійських Ігор 2012 року, де в стрибках з 3-метрового трампліна посів 24-те місце.